# لوگان (شهرستان دیربورن، ایندیانا)
لوگان (به انگلیسی: Logan) یک منطقهٔ مسکونی در ایالات متحده آمریکا است که در ایندیانا واقع شده‌است. لوگان ۲۸۱٫۰۳ متر بالاتر از سطح دریا قرار دارد.